# Invincible (Schiff, 1745)
Die Invincible war ein 74-Kanonen-Linienschiff (Zweidecker) 2. Ranges der französischen Marine (1744–1747) und später britischen Marine (1747–1758).

## Geschichte

### Bau
Das Schiff wurde von dem Marinearchitekten Pierre Morineau nach den 1740 eingeführten Richtlinien für die neuen 74-Kanonen-Linienschiffe entworfen und unter seiner Bauaufsicht im Mai 1741 im Marinearsenal von Rochefort auf Kiel gelegt. Der Stapellauf erfolgte am 21. Oktober 1744 und die Indienststellung im Januar 1745.

### Einsatzgeschichte

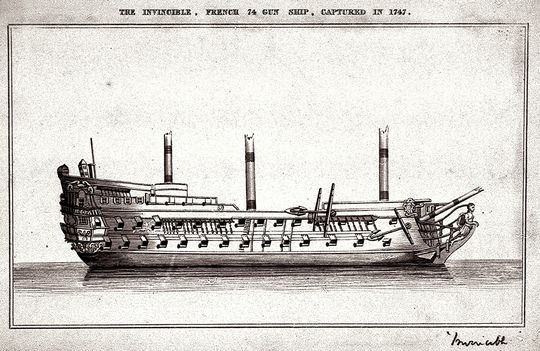
Die Invincible nach ihrer Kaperung.

Während des Österreichischen Erbfolgekrieges (1740–1748) war die Invincible, unter dem Kommando von Capitaine de Vaisseau Jacques-François Grout de Saint-Georges im Mai 1747 an der Ersten Seeschlacht am Kap Finisterre beteiligt. In dieser Seeschlacht besiegte eine britische Flotte (15 Linienschiffe) ein zur Sicherung eines Geleitzuges eingesetztes französisches Geschwader (6 Linienschiffe und 8 Fregatten), wobei vier französischen Linienschiffe, einschließlich der Invincible, und weitere Schiffe erbeutet wurden.
Für den britischen Schiffbau hatte die Eroberung der Invincible weitreichende Folgen. Sie war bei gleicher Kanonenanzahl deutlich länger als zeitgenössische britische Linienschiffe, segelte dadurch besser, trug schwerere Kaliber und bot mehr Raum für Versorgungsgüter und die Bedienung der Geschütze. Nach ihrer Eroberung wurde sie repariert und umgebaut. Dabei wurde sie aufgemessen und diese Baupläne für zwei Neubauten (Valiant-Klasse) verwendet. Nach Indienststellung für die britische Marine diente sie bis 1756 als Wachschiff in Portsmouth. Anschließend war sie im Jahr 1757 Teil einer Flotte, die eine französische Flotte, die bei der Festung Louisbourg auf der Kap-Breton-Insel lag, zum Kampf stellen sollte. Aber durch einen Hurrikan wurden die Schiffe so schwer beschädigt, dass diese Unternehmung abgebrochen werden musste.

### Untergang
Am 19. Februar 1758 sollte die Invincible als Teil einer Flotte aus dem Solent nach Kanada auslaufen, um die Franzosen aus ihren dortigen Besitzungen (Akadien) zu vertreiben. Beim Lichten des Ankers kam es zu Komplikationen, die dafür sorgten, dass das Schiff auf eine Sandbank getrieben wurde. In den folgenden Tagen wurde versucht es von dieser zu bekommen, aber alle Versuche schlugen fehl und am Morgen des 21. Februar verschlechterte sich das Wetter derart, dass das Schiff begann auf die Sandbank zu schlagen, kenterte und mit Wasser voll lief. Das Schiff wurde daraufhin zum Wrack erklärt und aufgegeben.

## Technische Beschreibung

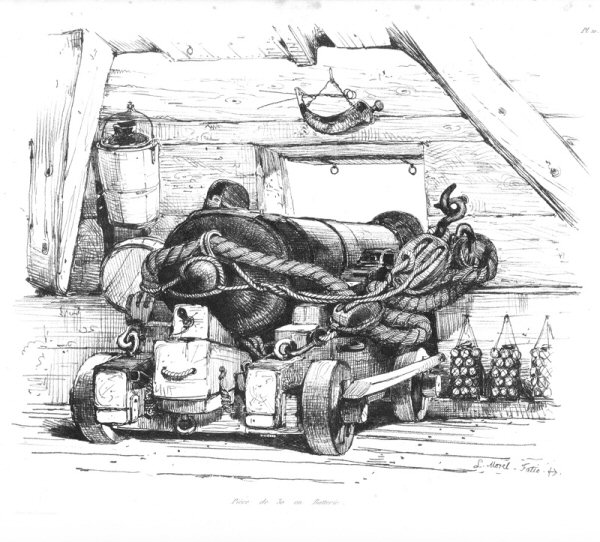
Zeichnung eines französischen
36-Pfünders.

Die Invincible war als Batterieschiff mit zwei durchgehenden Geschützdecks konzipiert und hatte eine Länge von 52,62 Metern (Geschützdeck), eine Breite von 14,35 Meter und einen Tiefgang von 6,93 Metern bei einer Verdrängung von 2.961 Tonnen.
Das Schiff war in der damals üblichen Rahtakelage als Fregattschiff mit drei Masten (Fockmast, Großmast und Kreuzmast) ausgeführt. Die Masten und Rahen bestanden aus Kiefernholz, während das circa 80 Tonnen schwere Tauwerk und die circa 2500 m² großen Segel aus Hanf bestanden. Ein zweiter Satz, Segel und Tauwerk wurde im Laderaum als Reserve mitgeführt.
Der aus Eichenholz bestehende Rumpf schloss im Heckbereich mit einem Heckspiegel, in den Galerien integriert waren, die in die seitlich angebrachten Seitengalerien mündeten. Diese waren aus Repräsentationsgründen durch zeitspezifische Schnitzereien und Bildhauerarbeiten geschmückt und bestanden aus Ulmen-, Linden-, Pappel- und Nussbaumholz. Die Beplankung war kraweel ausgeführt, das heißt, die Enden der Planken stießen stumpf aufeinander, so dass eine glatte Außenfläche entstand.
Die Bewaffnung bestand bei Indienststellung aus 74 Kanonen, die sich im Kaliber aber im Laufe ihrer Dienstzeit änderte.
|              | Unteres Batteriedeck | Oberes Batteriedeck | Backdeck      | Achterdeck     | Kanonen (Geschossgewicht) |
| ------------ | -------------------- | ------------------- | ------------- | -------------- | ------------------------- |
| Design       | 28 × 36-Pfünder      | 30 × 18-Pfünder     | 6 × 8-Pfünder | 10 × 8-Pfünder | 74 Kanonen (410,201 kg)   |
| 1748 (brit.) | 28 × 32-Pfünder      | 30 × 18-Pfünder     | 6 × 9-Pfünder | 10 × 9-Pfünder | 74 Kanonen (358,268 kg)   |
| 1758 (brit.) | 28 × 32-Pfünder      | 30 × 24-Pfünder     | 6 × 9-Pfünder | 10 × 9-Pfünder | 74 Kanonen (399,08 kg)    |

## Besatzung
Die Besatzung hatte im Frieden eine Stärke von 606 und im Krieg von 706 Mann (6 Offiziere und 600 bzw. 700 Unteroffiziere bzw. Mannschaften).

## Bemerkungen
1. ↑  Die französische Einteilung in Rangklassen wich von der britischen ab. Zum Zeitpunkt der Indienststellung der Invincible waren französische Schiffe Zweiten Ranges Zweidecker mit 74 Kanonen.
2. ↑  Bei der Berechnung des Gewichtes einer Breitseite kann es zu Unterschieden kommen, da in der damaligen Zeit ein Pfund, je nach Land, unterschiedliche Gewichtswerte hatte. Das französische Livre hatte z. B. ein Gewicht von 489,506 Gramm während das englische Pound ein Gewicht von 453,592 Gramm hatte.